# Lactuca
Lactuca, conocido generalmente como lechuga, es un género de fanerógamas perteneciente a la familia Asteraceae (compuestas), que abarca unas 120 especies aceptadas, de las casi 580 descritas y 20.000 variedades, de las que muy pocas se cultivan. La más conocida es la lechuga común (Lactuca sativa), que puede ser una planta anual o perenne.

## Origen e Historia

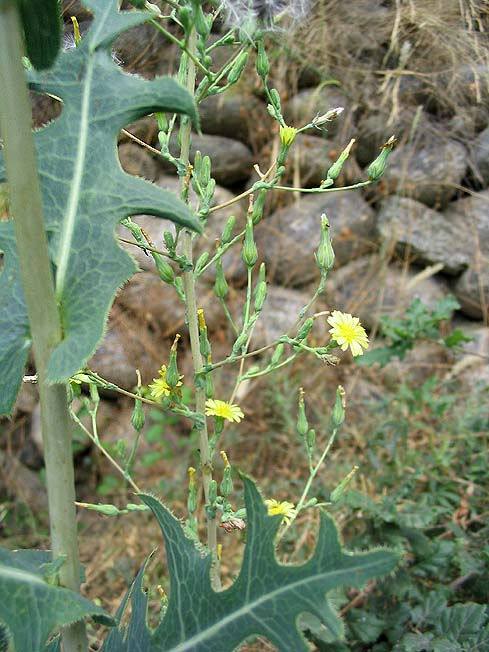
Lactuca serriola

El origen de la lechuga no está muy claro. Se afirma que procede de la India, mientras que otros la sitúan en las regiones templadas de Eurasia y América del Norte, a partir de la especie Lactuca serriola. 
El cultivo de la lechuga comenzó hace 2.500 años. Era una verdura ya conocida por persas, griegos y romanos. Estos últimos tenían la costumbre de consumirla antes de acostarse después de una cena abundante para así poder conciliar mejor el sueño. En la Edad Media su consumo comenzó a descender, pero volvió a adquirir importancia durante el Renacimiento. 
Las primeras lechugas de las que se tiene referencia son las de hoja suelta, mientras que las variedades acogolladas no se conocieron en Europa hasta el siglo XVI. Dos siglos más tarde se obtuvieron numerosas variedades gracias a los estudios llevados a cabo por horticultores alemanes.

## Descripción
Hierbas anuales, bienales o perennes, caulescentes. Hojas alternas, de enteras a pinnatisectas; las caulinares generalmente sagitadas, a veces decurrentes. Involucro con varias filas de brácteas, cilíndrico, frecuentemente cónico en la fructificación. Receptáculo sin brácteas interseminales, glabro. Lígulas amarillas, azuladas o lilas. Aquenios marcadamente comprimidos, de contorno obovado, ovado u oblongo, con pico y generalmente con costillas, pardo-pálidos o negros. Vilano formado por 2 filas desiguales de pelos escábridos, blancos o amarillos.

## Especies aceptadas
Véase: Anexo: Lista completa de las especies aceptadas del género Lactuca

## Taxonomía
El género fue descrito por Carlos Linneo y publicado en Species Plantarum, vol. 2, p. 795–796 en 1753. La especie tipo es Lactuca sativa L.